# Marija Pavlovna Romanova orosz nagyhercegné
Idősebb Marija Pavlovna nagyhercegné, született Mária Alexandrina mecklenburg–schwerini hercegnő (németül: Herzogin Marie Alexandrine zu Mecklenburg–Schwerin, oroszul: Великая княгиня Мария Павловна Романова, teljes nevén Marie Alexandrine Elisabeth Eleonore; Ludwigslust, 1854. május 14. – Contrexéville, 1920. szeptember 6.) mecklenburg–schwerini hercegnő, házassága révén orosz nagyhercegné.

## Élete

### Származása és gyermekkora
Mária Alexandrina hercegnő 1854-ben látta meg a napvilágot Németországban, II. Frigyes Ferenc mecklenburg–schwerini nagyherceg és Auguszta reuss–köstritzi hercegnő harmadik gyermekeként. Édesanyja 1862-ben meghalt, édesapja pedig két éven belül újranősült: Anna hessen–darmstadti hercegnőt vette feleségül. Mária Alexandrina I. Pál orosz cár szépunokája volt, mostohaanyja révén pedig – bár vér szerint nem –  rokonságban állt két orosz cárnéval is, Marija Alekszandrovnával és Alekszandra Fjodorovnával.
Édesapja összesen háromszor nősült, három nejétől tizenegy gyermeke született, de ebből csupán három volt leány.

### Házassága és gyermekei
Mária Alexandrina 1871-ben, tizenhét évesen találkozott először II. Sándor orosz cár harmadik fiával, Vlagyimir Alekszandrovics nagyherceggel. Ebben az időben Mária Alexandrina hercegnő már jegyben járt egy német herceggel, azonban a találkozás hatására felbontotta eljegyzését. Vlagyimir nagyherceg kezdetben semmi érdeklődést nem mutatott a hercegnő irányába, de három évnyi gyakori összejövetelek eredményeként a nagyherceg beleszeretett Mária Alexandrinába.

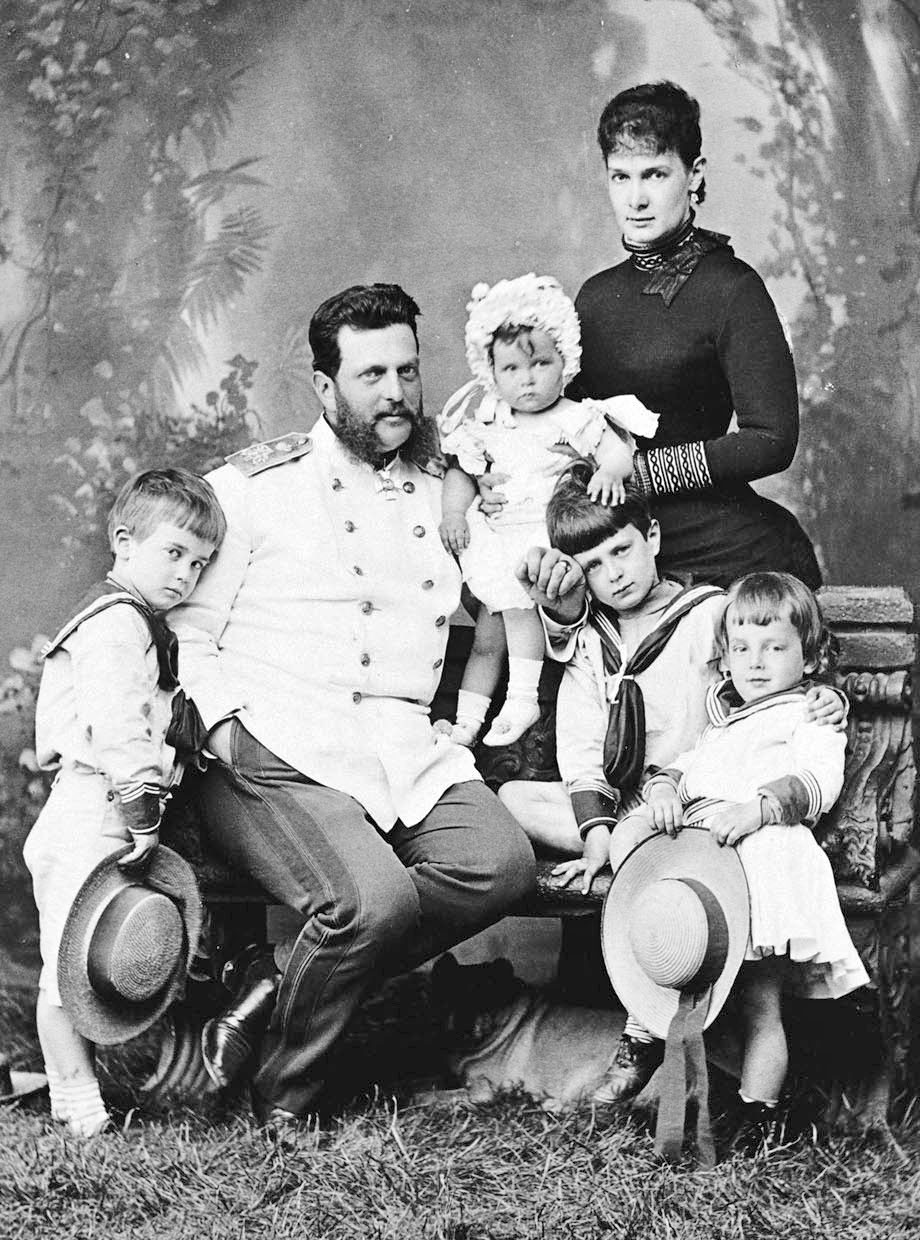
A „Vlagyimirovicsok” (1884)

Házasságkötésüket azonban akadályozta, hogy Mária Alexandrina hercegnő nem volt hajlandó áttérni az ortodox hitre, amit pedig minden majdani nagyhercegnétől megköveteltek. II. Sándor cár csak hosszas egyeztetések után adott engedélyt a párnak az egybekelésre. Az esküvői ceremóniát 1874. augusztus 28-án tartották Szentpétervárott. Mária Alexandrina ekkor új nevet – „Marija Pavlovna” – választott magának; családi körökben viszont csak „Miechenként” emlegették. Vlagyimir Alekszandrovics és Marija Pavlovna boldog házasságban élt. Öt gyermekük (orosz apai nevükkel Vlagyimirovicsok):
- Alekszandr Vlagyimirovics nagyherceg (1875–1877), kisgyermekként elhalálozott
- Kirill Vlagyimirovics nagyherceg (1876–1938), 1924-től kezdve Oroszország névleges uralkodója
- Borisz Vlagyimirovics nagyherceg (1877–1943)
- Andrej Vlagyimirovics nagyherceg (1879–1956)
- Jelena Vlagyimirovna nagyhercegnő (1882–1957), házassága révén görög királyi hercegné.

Marija Pavlovna és férje a Mojka partján épült Vlagyimirszkij-palotában rendezték be otthonukat. Kezdetben Marija Pavlovna ellenszenvet váltott ki azok között a nagyhercegnék között, akik már átkeresztelkedtek, ám a nagyhercegné hamar megkedveltette magát a cári család legtöbb tagjával. Szerette az orosz főváros pompáját és csillogását; a kor legbőkezűbb vendéglátójaként lett híres. Az elterjedt tréfa szerint a nagyhercegné saját udvartartásával túl akarta szárnyalni a cári udvart, emiatt gyakran emlegették a „legnagyobb nagyhercegnének”. Rivalizálása az ugyancsak közkedvelt sógornőjével, Marija Fjodorovna cárnéval, valamint a nála sokkal visszahúzódóbb, félénkebb Jelizaveta Fjodorovna nagyhercegnével és Alekszandra Fjodorovna cárnéval közismert volt.

Marija nagyhercegnét céltudatos, ambiciózus, elbűvölő személyiségű asszonyként írták le kortársai, aki „akkor érezte a legjobban magát, ha felajánlhatta a nála fiatalabbaknak vagy tapasztalatlanabbaknak a segítségét”. Igyekezett vezető szerepben tetszelegni, és gyermekeibe is azt oltotta be, hogy nagy tettekre hivatottak. Ennek ellenére egyik utódja sem váltotta be a nagyhercegné nagyratörő reményeit: Andrej Vlagyimirovics morganatikus házasságot kötött egy balerinával, Borisz nagyherceg pedig lustasága és élvhajhászása miatt a gúnyolódások céltáblájává vált. Jelena Vlagyimirovna a görög királyi családba házasodott be, bár Marija Pavlovna a bolgár uralkodót szánta leányának. Kirill nagyherceg engedély nélküli frigyre lépett Viktória Melitta edinburgh-i hercegnővel, ezért II. Miklós cár száműzte őt Oroszországból. A nagyherceg csak akkor térhetett vissza, amikor a trónöröklési sorrend harmadik helyére lépett elő – Marija Pavlovna ekkor egyébként átkeresztelkedett az ortodox hitre, a rossz nyelvek szerint azért, hogy így segítse fia előremozdulását a trón felé.
1909-ben hirtelen agyvérzés következtében elhunyt Vlagyimir nagyherceg. Özvegye a legtöbb hasonló helyzetű asszonytól eltérően nem vonult vissza a nyilvánosságtól. Marija nagyhercegné átvette férje elnöki helyét a Művészeti Akadémia élén, jótékonysági vásárokat és bálokat szervezett. Aktívan politizált, éles kritikusa lett II. Miklós cárnak és hitvesének.

### A forradalom és halála
Amikor kitört az első világháború, Marija Pavlovna a kor elvárásainak megfelelően kórházakat nyitott és támogatott, sebesült katonákat látogatott; bár ő maga soha nem dolgozott nővérként. Albert Stopford brit külügyminisztériumi dolgozó így emlékszik vissza a nagyhercegné kórházi munkásságára: „Mennyei volt a vele töltött idő. Csodálatos asszony, és fáradtságot nem sajnálva mindig a legjobbját nyújtja, amikor sok a tennivaló”.
Miután 1917 elején II. Miklós cár lemondott, a nagyhercegné távozott a fővárosból két ifjabb fia, Borisz és Andrej Vlagyimirovics társaságában. A Kaukázusba utaztak, ahol nyomorúságos körülmények között éltek. Már ekkor több családtag elmenekült az országból, Marija Pavlovna ellenben visszautasította Oroszország elhagyását, mivel remélte, hogy Kirill fiát cárnak teheti meg. A bolsevikok hatalomra kerülése után belátta, hogy életük veszélyben forog, ily módon 1918-ban egy halászcsónakban Anapába mentek. Borisz Vlagyimirovics a távozás mellett döntött, és francia földre emigrált. Az özvegy nagyhercegné fia, Andrej Vlagyimirovics és fia szeretője, Matyilda Felikszovna Kseszinszkaja, illetve az ő fiuk, Vlagyimir Andrejevics társaságában élt.
A család csak akkor határozott az emigráció mellett, mikor 1920 elején a fehér csapatok vezetője, Kolcsak admirális figyelmeztette őket, hogy a cárhű seregek el fogják veszíteni a polgárháborút. Ekkor a nagyhercegné fiával és fia családjával feljutott egy olasz hajóra, mely 1920. február 13-án megérkezett velük Velencébe. A Novorosszijszkba vezető úton Marija Pavlovna találkozott Olga Alekszandrovna nagyhercegnővel, aki a családjával éppen a Kaukázusba tartott. Olga Alekszandrovna később így emlékezett vissza a találkozásra: „Büszke voltam rá. A veszélyekkel és a nehézségekkel mit sem törődve, makacsul megtartotta a régmúlt dicsőség és ragyogás minden körítését. És valahogyan sikerült neki…”
A nagyhercegné Velencéből előbb Svájcba, végül Franciaországba költözött. Egészsége a háborús idők alatti nyomorgás, a viszontagságos menekülés hatására megromlott. Contrexéville-ben található villájában érte a halál 1920. szeptember 6-án, családja körében. Elhunytával híres ékszergyűjteményét, amit regényes úton menekített ki a bolsevikok elől, gyermekei között osztották szét. Tiaráinak egyike  II. Erzsébet brit királynő tulajdonában volt.